# Dendrolycosa icadia
Dendrolycosa icadia är en spindelart som först beskrevs av Ludwig Carl Christian Koch 1876.  Dendrolycosa icadia ingår i släktet Dendrolycosa och familjen vårdnätsspindlar.
Artens utbredningsområde är Queensland. Inga underarter finns listade i Catalogue of Life.